# Рудольф Бузіх
Рудольф Бузіх (нім. Rudolf Busich; 17 січня 1889, Трієст — 24 лютого 1946, Зальцбург) — австро-угорський, австрійський і німецький офіцер, генерал-лейтенант вермахту. Кавалер Німецького хреста в золоті.

## Біографія
Син гофрата Крістофа Бузіха і його дружини Адельгайди. 18 серпня 1910 року вступив у австро-угорську армію. Учасник Першої світової війни, після закінчення якої продовжив службу в австрійській армії. Після аншлюсу автоматично перейшов у вермахт.
З 10 листопада 1938 року — командир 2-го батальйону 68-го інженерного полку, з 1 вересня 1939 року — 1-го залізничного інженерного полку. 25 червня 1942 року відправлений у резерв ОКГ. 1 липня 1942 року відряджений до начальника відділу озброєнь ОКГ і командувача Резервною армією, потім відряджений у курси командира дивізії. 20 лютого 1943 року відряджений у 9-ту армію. З 1 червня 1943 року — командир 707-ї піхотної дивізії. 1 квітня 1944 року знову відправлений у резерв ОКГ. 5 серпня 1944 року відряджений як начальник відділу абверу до начальника відділу озброєнь ОКГ і командувача Резервною армією. З 12 жовтня 1944 року — командир відділу абверу «Сталінград». 8 травня 1945 року взятий в полон, де і помер від хвороби серця.

## Звання
- Лейтенант (18 серпня 1910)
- Обер-лейтенант (1 серпня 1914)
- Гауптман (1 травня 1917)
- Титулярний майор (1 січня 1921)
- Майор (19 січня 1928)
- Оберст-лейтенант (28 грудня 1935)
- Оберст (1 лютого 1939)
- Генерал-майор (1 липня 1942)
- Генерал-лейтенант (1 грудня 1943)

## Нагороди
- Медаль «За військові заслуги» (Австро-Угорщина)
  - бронзова з мечами
  - срібна
- Хрест «За військові заслуги» (Австро-Угорщина) 3-го класу з військовою відзнакою і мечами
- Орден Франца Йосифа, лицарський хрест з військовою відзнакою і мечами
- Орден Залізної Корони 3-го класу з військовою відзнакою
- Військовий Хрест Карла
- Пам'ятна військова медаль (Австрія) з мечами
- Хрест «За вислугу років» (Австрія) 2-го класу для офіцерів (25 років)
- Почесний хрест ветерана війни з мечами
- Медаль «За вислугу років у Вермахті» 4-го, 3-го, 2-го і 1-го класу (25 років)
- Залізний хрест
  - 2-го класу (14 жовтня 1939)
  - 1-го класу (22 травня 1940)
- Медаль «За зимову кампанію на Сході 1941/42» (15 серпня 1942)
- Німецький хрест в золоті (29 жовтня 1943)